# USS DeLong (DE-684)
USS DeLong (DE-684) là một tàu hộ tống khu trục lớp Rudderow từng phục vụ cùng Hải quân Hoa Kỳ trong Chiến tranh Thế giới thứ hai. Nó là chiếc tàu chiến duy nhất của Hải quân Hoa Kỳ được đặt cái tên này, theo tên Hạ sĩ Thủy quân Lục chiến Weldon Fader DeLong (1916-1942), người từng tham gia chiến đấu tại Guadalcanal thuộc quần đảo Solomon, đã tử trận tại Point Cruz vào ngày 3 tháng 11, 1942 và được truy tặng Huân chương Chữ thập Hải quân. Nó đã phục vụ cho đến khi chiến tranh kết thúc, xuất biên chế năm 1947, rồi được huy động trở lại để tiếp tục phục vụ từ năm 1951 đến năm 1962. Con tàu cuối cùng bị đánh chìm như mục tiêu ngoài khơi Puerto Rico vào năm 1970.

## Thiết kế và chế tạo
Lớp Rudderow có thiết kế hầu như tương tự với lớp Buckley trước đó; vì giữ lại kiểu động cơ turbine-điện General Electric, cung cấp điện năng cho mô-tơ điện để dẫn động hai trục chân vịt. Lớp này còn được gọi là kiểu TEV, do hệ thống động lực Turbo-Electric và cỡ pháo 5-inch (V).
Dàn pháo chính được nâng cấp lên hai khẩu pháo 5 inch (130 mm)/38 cal trên hai tháp pháo nòng đơn, được phân bố một phía trước mũi và một phía sau tàu. Hỏa lực phòng không được nâng lên hai khẩu đội pháo phòng không Bofors 40 mm nòng đôi và mười pháo phòng không Oerlikon 20 mm. Vũ khí chống ngầm bao gồm một dàn súng cối chống tàu ngầm Hedgehog Mk. 10 (có 24 nòng và mang theo 144 quả đạn); hai đường ray Mk. 9 và tám máy phóng K3 Mk. 6 để thả mìn sâu. Con tàu vẫn giữ lại ba ống phóng ngư lôi Mark 15 21 inch (533 mm), và được trang bị radar SL dò tìm không trung và radar SC/SA dò tìm mặt biển. Thủy thủ đoàn đầy đủ bao gồm 15 sĩ quan và 168 thủy thủ.
DeLong được đặt lườn tại Xưởng tàu Fore River của hãng Bethlehem Steel Corp. ở Quincy, Massachusetts vào ngày 19 tháng 10, 1943. Nó được hạ thủy vào ngày 23 tháng 11, 1943, được đỡ đầu bởi bà L. C. DeLong, mẹ của hạ sĩ DeLong, và nhập biên chế cùng Hải quân Hoa Kỳ vào ngày 31 tháng 12, 1943 dưới quyền chỉ huy của Hạm trưởng, Thiếu tá Hải quân Robert Cecil Houston.

## Lịch sử hoạt động

### 1944 - 1947
Sau khi hoàn tất việc chạy thử máy huấn luyện tại khu vực Bermuda, DeLong đi đến Miami, Florida vào ngày 10 tháng 3, 1944 để hoạt động như một tàu huấn luyện, và đảm nhiệm vai trò này cho đến khi chiến tranh chấm dứt. Vào ngày 15 tháng 8, nó được xếp lại lớp như một tàu vận chuyển cao tốc với ký hiệu lườn mới APD-137, rồi lên đường đi Charleston, South Carolina để được cải biến cho vai trò mới. Tuy nhiên do Nhật Bản đã chấp nhận đầu hàng giúp chấm dứt vĩnh viễn cuộc xung đột, việc cải biến bị hủy bỏ và nó quay trở lại ký hiệu lườn cũ DE-684. Đi đến sông St. John's, Florida vào ngày 5 tháng 11, con tàu được cho xuất biên chế vào ngày 25 tháng 4, 1947 và đưa về Hạm đội Dự bị Đại Tây Dương, neo đậu tại Green Cove Springs, Florida.

### 1951 - 1969
Sau khi Chiến tranh Triều Tiên bùng nổ, DeLong được huy động trở lại và tái biên chế vào ngày 7 tháng 2, 1951. Sau khi được huấn luyện, nó gia nhập Hải đội Hộ tống 8 thuộc Lực lượng Khu trục Hạm đội Đại Tây Dương, và tham gia các cuộc tập trận chống tàu ngầm tại Bắc Đại Tây Dương cùng viếng thăm Nova Scotia. Con tàu phục vụ như một tàu huấn luyện tại Trường Sonar Hạm đội tại Key West, Florida trong giai đoạn từ ngày 4 tháng 4 đến ngày 11 tháng 7, 1952.
Khởi hành từ Norfolk, Virginia vào ngày 26 tháng 8, DeLong tham gia cuộc Tập trận Mainbrace của Khối NATO, viếng thăm Edinburgh, Scotland và Arendal, Na Uy, rồi hộ tống các tàu vận tải tham gia tập trận đổ bộ tại bờ biển Đan Mạch trước khi quay trở về Norfolk vào ngày 11 tháng 10. Con tàu tiếp tục phục vụ cùng Trường Sonar Hạm đội tại Key West từ ngày 5 tháng 1, 1953, rồi sang mùa Hè đã thực hiện chuyến đi thực tập cho học viên sĩ quan đến Santos, São Paulo, Brazil và Willemstadt, Curaçao. Đến mùa Hè năm 1954, những học viên sĩ quan được đưa đi thực tập đến Dublin, Ireland và Portsmouth, Anh; xen kẻ giữa các giai đoạn này, nó hoạt động tại chỗ từ Norfolk, được bảo trì tại Charleston, và tham gia các cuộc tập trận hạm đội tại vùng biển Caribe.
Đi đến New York vào ngày 2 tháng 1, 1958, DeLong bắt đầu hoạt động như một tàu huấn luyện cho Hải quân Dự bị Hoa Kỳ, trực thuộc Quân khu Hải quân 3, tiến hành những chuyến đi huấn luyện dọc eo biển Long Island và thỉnh thoảng đi đến Puerto Rico. Khi xảy ra vụ Khủng hoảng Berlin trong giai đoạn 1960–1961, con tàu được huy động vào Hải đội Hộ tống 18 thuộc Hạm đội Đại Tây Dương, đặt cảng nhà tại Newport, Rhode Island và thường xuyên thực hành huấn luyện tại khu vực Caribe. Khi khủng hoảng đã lắng dịu, vào ngày 1 tháng 8, 1961, nó quay trở lại nhiệm vụ huấn luyện dự bị cùng Quân khu Hải quân 3, đặt cảng nhà tại Căn cứ Hải quân Dự bị Fort Schuyler ở Bronx, New York.
DeLong được cho ngừng hoạt động lần sau cùng vào ngày 8 tháng 8, 1969. Nó bị rút tên khỏi danh sách Đăng bạ Hải quân vào ngày 19 tháng 2, 1970, và bị đánh chìm như một mục tiêu ngoài khơi Puerto Rico cùng ngày hôm đó.

## Phần thưởng
Nguồn: Navsource Naval History
|  |  |             |
|  |  | Bronze star |

| Huân chương Viễn chinh Hải quân |                                      |                                                                 |
| Huân chương Chiến dịch Hoa Kỳ   | Huân chương Chiến thắng Thế Chiến II | Huân chương Phục vụ Phòng vệ Quốc gia với 1 Ngôi sao Chiến trận |